# Gypsophila violacea
Gypsophila violacea är en nejlikväxtart som först beskrevs av Carl Friedrich von Ledebour, och fick sitt nu gällande namn av Edward Fenzl. Gypsophila violacea ingår i släktet slöjor, och familjen nejlikväxter. Inga underarter finns listade i Catalogue of Life.